# Zalazak sunca
Zalazak sunca označava zalazak sunca pod horizont. Nakon zalaska sunca slijedi sumrak, koji varira ovisno o zemljopisnoj širini. Zalazak sunca obilježava u nekim kulturama početak dana.
Pojam zalazak sunca predstavlja jezični relikt geocentričkog pogleda na svijet, jer ne zalazi sunce nego se na temelju zemljine rotacije promatrač premješta na stranu između noći i dana.
- Astronomski pogledi na zalazak sunca
- Zalazak sunca u Europi i Africi
- Zalazak sunca iz svemira
- Zalazak sunca na Marsu

## Boje neba
Ovisno o vremenskim uvjetima zalazak sunca može se pratiti s raznim crvenim, žutim, ljubičastim ili zelenim bojama. Promjene boje uzrokovane su Rayleighevom raspršenjem u atmosferi.

## Vanjske poveznice
- Formule izaračun ovisno o zemljopisnim položaju  Arhivirana inačica izvorne stranice od 5. listopada 2017. (Wayback Machine) (engl.)